# مريم فرنسيس
مريم مخائيل فرنسيس (من موليد 1950 في يبرود) هي وباحثة وكاتبة سورية واستاذة علم الأسلوب، برتبة استاذ في الجامعة اللبنانية.

## الأبحاث والمؤلفات
- 1998، في بناء النص ودلالته: محاور الإحالة الكلامية، دمشق، منشورات وزارة الثقافة، الإيداع القانوني: ع - 1871 / 10 / 1998.[2]
- 2001، في بناء النص ودلالته: نظم النص التخاطبي - الإحالي، دمشق، منشورات وزارة الثقافة، الإيداع القانوني: ع - 1 – 1662 / 9 / 2001.[3]

- 1996، أدوات تحليل النص السردي، جونية، لبنان.[4]
- 2005، في بناء النص: نحو النص التخاطبي – الإحالي، المكتبة البولسية، جونية، لبنان ISBN 978-9953-0-2528-5.[5]
- 2012، في البلاغة المقارنة ما فوق الجملة: مفاهيم لسانية لدراسة صور ما فوق الجملة، المكتبة البولسية، جونية لبنان.

- 1977، «الطفل في روايات دوستويفسكي»، دمشق، المعرفة، العدد 181، ص. 96-104.[6]
- 1980، «الطفل بين الألفاظ والمعاني»، دمشق، المعرفة، العدد 214-215، ص.192-196.[6]
- 1981، «البناء القصصي في عزف منفرد على الكمان»، دمشق، المعرفة، العدد 216، ص. 167-184.[6]
- 1999، "قراءة في بلاغة الأناجيل، بيروت، اتجاه، العدد 14، ص. 188-202.
- 2009، «خصائص المترجم الخائن»، دمشق، الثورة، الملحق الثقافي، العدد664، ص. 6.[7]
- 2010، «السخرية وثنائية الصوت»، دمشق، الثورة، الملحق الثقافي، العدد 679، ص. 6.[8]
- 2011، «فلسفة الكوني. مزيج الشاعرية والتأملات الفلسفية»، دمشق، الثورة، الملحق الثقافي، العدد 734، ص. 6.
- 2013، «شارع اللصوص: الربيع العربي: أصوليون تدميريون هنا وحاملو لواء الدمقراطية هناك»، بيروت- دمشق، فكر، العدد 181، ص. 116-123.

- 2006، «في انشائية بنى تركيب النص» لبنان، جامعة الكسليك، مجلة الاداب والترجمة، العدد 12، ص. 69-83.[9]
- 2018، «مقاييس نصية ما فوق الجملة وخصائص صيغة تركيب النص»، علم الاسلوب والمنهجية (مؤلف جماعي)، ليون، منشورات جامعة ليون، ص. 171-183.[10]